# Alnus cordata
Espèce
Classification phylogénétique
Statut de conservation UICN

 LC  : Préoccupation mineure
Répartition géographique
Alnus cordata, l'Aulne de Corse, Aulne cordé ou Aulne à feuilles en cœur, parfois appelé Aulne d'Italie ou Aulne cordiforme, est une espèce de plantes à fleurs de la famille des Bétulacées. C'est un arbre feuillu originaire du Sud de l'Europe (Italie, Corse).

## Description

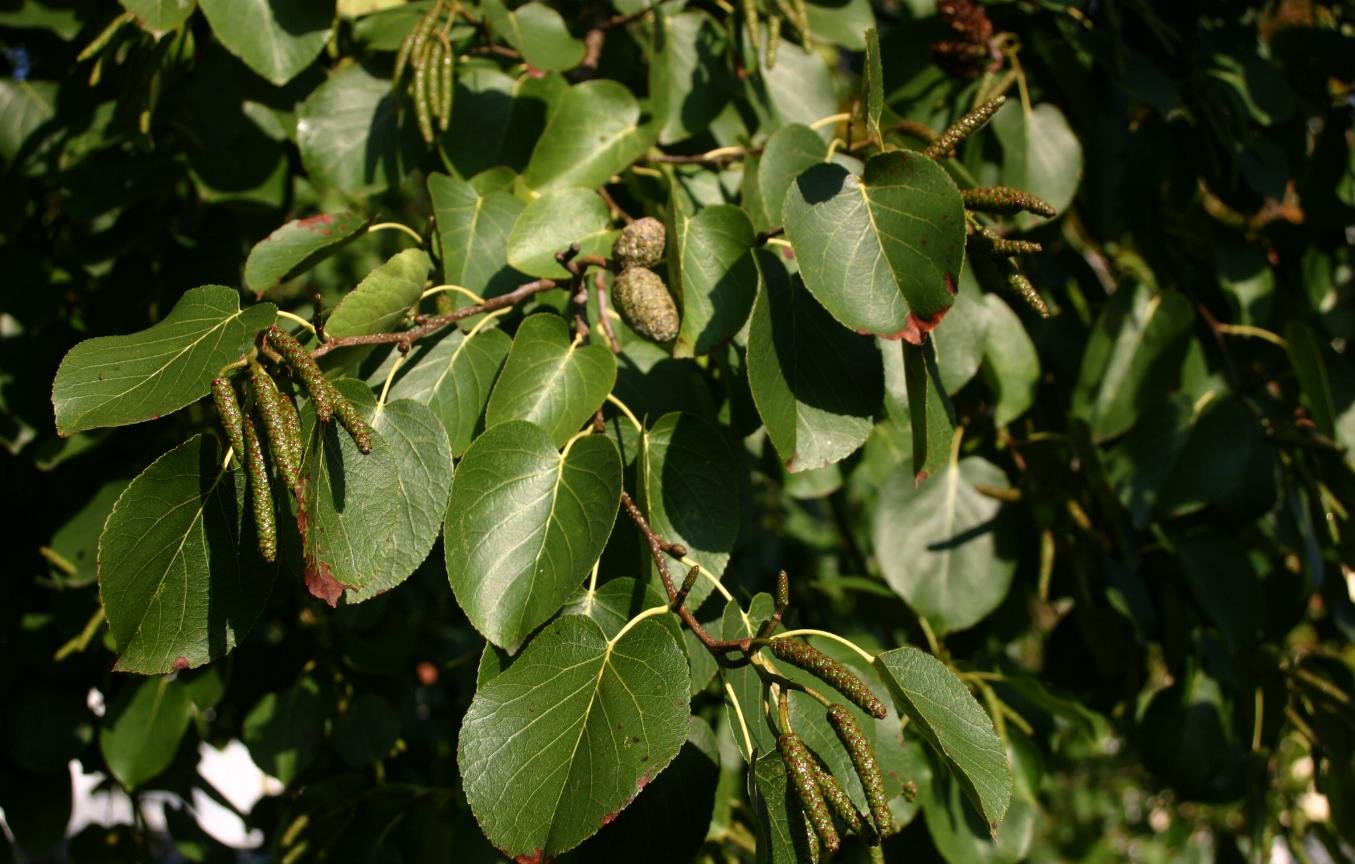
Feuilles, chatons et fruits d'aulne de Corse.

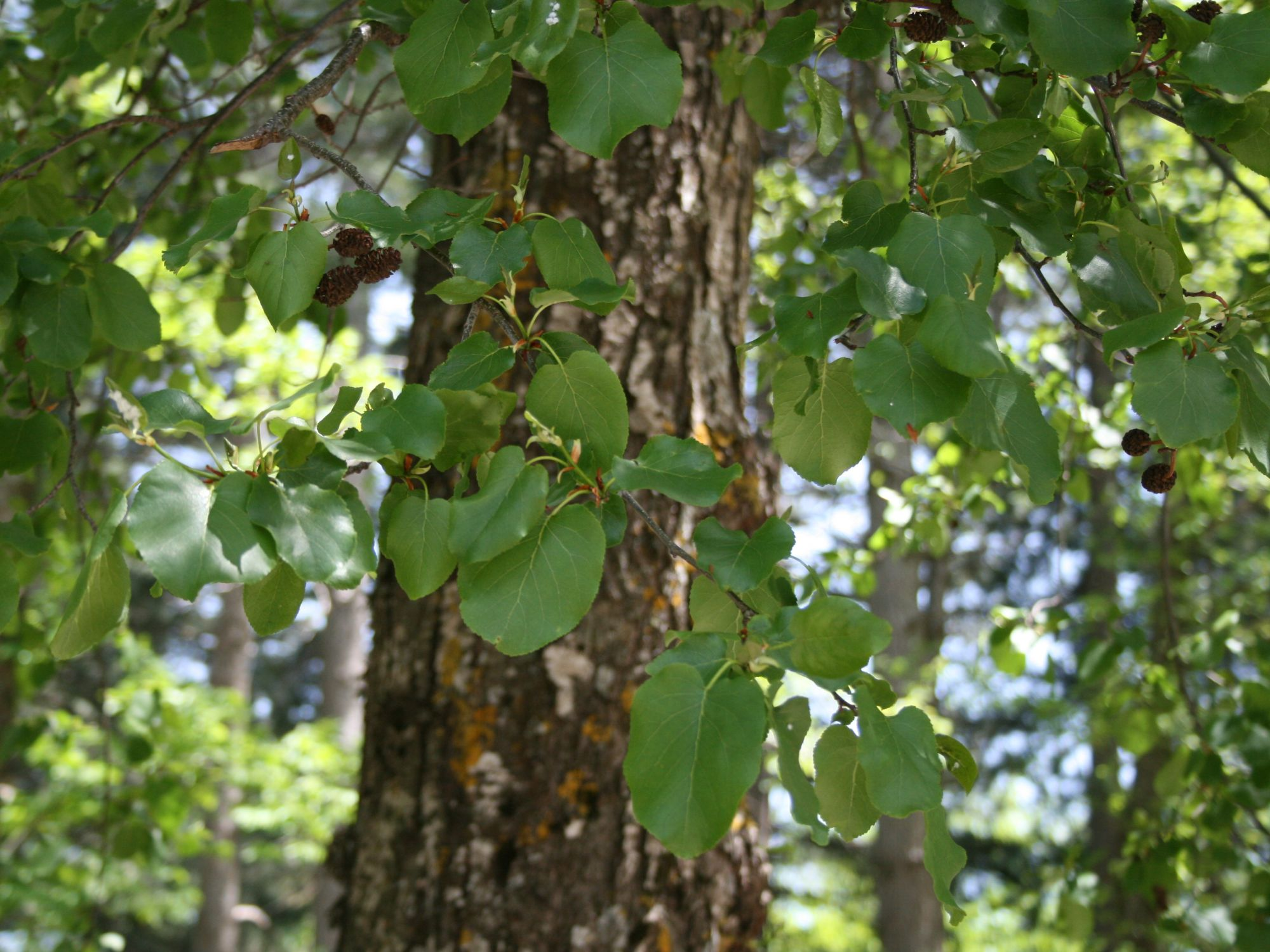

C'est un arbre de taille moyenne (17–25 m de hauteur exceptionnellement 28 m), avec un tronc pouvant aller jusqu'à 1 m de diamètre.
Croissance initiale forte, environ 15 m en 20 ans.
C'est une espèce héliophile qui craint la concurrence des espèces sociales.
Son houppier est étroit et conique. L'écorce jeune est lisse, brun gris avec des lenticelles, puis elle devient boursouflée, crevassée, noirâtre en vieillissant.
Les feuilles vert brillant cordiformes (en forme de cœur), avec une fine marge dentelée, mesurent de 5 à 12 cm de long et sont alternes. Elles rappellent les feuilles de poiriers. Elles sont caduques mais restent sur l'arbre d'avril à décembre dans l'hémisphère Nord.
Les minces chatons cylindriques mâles sont pendants, de couleur jaunâtre et de 5–10 cm de long ; la pollinisation a lieu au début du printemps, avant l'apparition des feuilles. Les chatons femelles de 2–3 cm de long et 1,5–2 cm de large, vert foncé à brun, dur, ligneux, et superficiellement ressemblants à certains cônes de conifères. Ils sont de forme ovoïde, à maturité en automne.
Les petites graines ailées se dispersent en hiver, laissant le « cône » ligneux noirâtre sur l'arbre jusqu'à un an après.
Ses racines sont étalées et ramifiées.
On le trouve le long des cours d'eau en Corse entre 600 et 1 000 m à l'étage de la châtaigneraie qu'il remplace en zone fraiche. Il a été planté en Champagne en mélange avec les pins noirs. Il se régénère spontanément à Angers dans les bras de la Loire.

## Exigences écologiques
Sol riche en base et azote. PH neutre. Il se contente des terres pauvres et relativement sèches quand les précipitations sont suffisantes. C'est une essence assez plastique.

## Usages

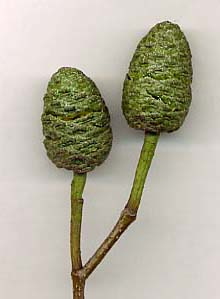
Fruit de l'aulne d'Italie.

Comme les autres aulnes, l'aulne d'Italie est capable de fixer l'azote de l'air grâce à une symbiose de ses racines avec un procaryote du genre Frankia. Il prospère sur des sols beaucoup plus secs que la plupart des autres aulnes, et se développe rapidement, même dans des circonstances très défavorables, ce qui le rend extrêmement utile pour la plantation de paysage sur les sites difficiles comme les mines et les terrils fortement compactés ou les sites urbains. Il a été utilisé pour la fixation des sols sur sol calcaire. On dit que l'Aulne est une espèce pionnière (comme le filao, sous les climats tropicaux). Ses besoins en eau sont assez limités (pluviométrie minimale de 600 mm/an) mais il apprécie une alimentation hydrique régulière du sol. Si ce n’est pas le cas, l’aulne présente rapidement des signes de dessèchement et dépérissement.
Il rentre aussi dans la composition de nombreuses haies brise vent ou champêtres.
Très apprécié par la faune sauvage, les plantations d’aulnes sont à protéger dans les premières années (tubes, filets…).
Son bois est très semblable à l'Aulne glutineux.
C'est une espèce assez peu combustible (sauf son feuillage en début juillet). Son couvert dense limite l'expression d'un sous-étage buissonnant.